# Chlorurus atrilunula
Chlorurus atrilunula är en fiskart som först beskrevs av Randall och Bruce, 1983.  Chlorurus atrilunula ingår i släktet Chlorurus och familjen Scaridae. IUCN kategoriserar arten globalt som livskraftig. Inga underarter finns listade i Catalogue of Life.